# Bol d'argent
 (août 2017).
Si vous disposez d'ouvrages ou d'articles de référence ou si vous connaissez des sites web de qualité traitant du thème abordé ici, merci de compléter l'article en donnant les références utiles à sa vérifiabilité et en les liant à la section « Notes et références ».
Le Bol d'argent est une course d'endurance motocycliste organisée le vendredi après-midi, en ouverture de la course du Bol d'or. La 1re édition s'est déroulée en 1978 sur le circuit Paul-Ricard, situé sur la commune du Castellet.

## Vainqueurs
| Année | Circuit      | Pilotes                                 | Moto                      | Team                           |
| ----- | ------------ | --------------------------------------- | ------------------------- | ------------------------------ |
| 1978  | Le Castellet | Charles-Bernard Adreani André Arrimondo | Honda CBX                 |                                |
| 1979  | Le Castellet | Jean-Lou Colin Guy Meynet               | Moto Guzzi                |                                |
| 1980  | Le Castellet | J-C Jaubert Dominique Sarron            | Honda 900                 |                                |
| 1997  | Le Castellet | Hernani Texeira Patrice Perrin          | Yamaha XJR                |                                |
| 1998  | Le Castellet | B. Vecchioni D. Crassous                | Yamaha XJR                |                                |
| 1999  | Le Castellet | Adrien Morillas Azougli                 |                           |                                |
| 2012  | Magny Cours  | Cyril Carrillo Franck Tauziede          | Yamaha FZ8                | Moto Racing 113                |
| 2013  | Magny Cours  | Cyril Huvier Christophe Michel          | Suzuki GSR 750 X          | Xtrem Bike                     |
| 2014  | Magny Cours  | Kevin Rambure Aurélien Chevalier        | Suzuki 750 GSR            | Team Sport Passion Performance |
| 2015  | Le Castellet | Yani Todisco Laurent Zanetto            | Triumph 675 Street Triple | Antibes Engineering            |
| 2016  | Le Castellet | Frédéric Besnard Max Caillet            | Yamaha MT-09              | Roots Racing Team              |
| 2017  | Le Castellet | Frédéric Besnard Max Caillet            | Triumph Street Triple 765 | MAXXESS 63                     |